# Lippe
Die Lippe (lateinisch Labium und Labrum, auch Labium oris „Lippe des Mundes“) ist ein stets paarweise vorkommendes Organ am Mund des Menschen und vieler Tiere (dort oft als Lefze bezeichnet). Die beiden Lippen sind weich, wulstig und sehr beweglich und dienen primär der Nahrungsaufnahme und als Tastorgan für aufgenommene Gegenstände.

Schematische Darstellung der Lippen des Menschen

## Anatomische Grundlagen der Lippe des Menschen

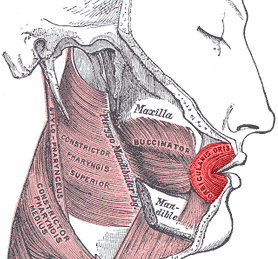
Musculus orbicularis oris (rot umrandet), die fleischige Grundlage der Lippen

Man unterscheidet Ober- (Labium superius) und Unterlippe (Labium inferius), wobei die Unterlippe meist etwas größer ist. Die obere Grenzlinie des Lippenrots mit der geschwungenen Einbuchtung in der Mitte wird Amorbogen, auch Kupidobogen oder Lippenherz, genannt. Oft wird unter den Lippen fälschlich nur das Lippenrot verstanden. Die beiden Lippen begrenzen die Mundspalte.
An den Innenseiten beider Lippen gibt es eine kleine Schleimhautfalte zur Mundschleimhaut, das Lippenbändchen (Frenulum labii superioris bzw. inferioris). Die fleischige Grundlage der Lippen bildet der Musculus orbicularis oris, die Bewegungen der Lippen werden durch weitere Anteile der mimischen Muskulatur unterstützt. Zwischen Amorbogen und Nase liegt das Philtrum, eine vertikale Vertiefung in Form einer „Rinne“, die unterschiedlich tief ausgeprägt sein kann. Das Philtrum stößt am oberen Ende an den Nasensteg (lat. Columella „Säulchen“) und bildet mit diesem den nasolabialen Winkel, der eine durchschnittliche Weite von 90–95 Grad bei Männern und 100–105 Grad bei Frauen aufweist.
Die Haut der Lippe ist beim Menschen mit drei bis fünf Zellschichten im Vergleich zu den bis zu 16 Zellschichten der übrigen Gesichtshaut sehr dünn. Bei heller Hautfarbe enthält die Lippenhaut keine Melanozyten (Pigment-Zellen, die die Haut dunkel färben). Dadurch scheint das Blut der darunter liegenden Blutgefäße stärker hindurch als bei der restlichen Gesichtshaut und führt zu einer deutlichen Rotfärbung der Lippen. Bei dunklerer Hautfarbe ist dieser Effekt weniger deutlich, denn hier ist auch die Lippenhaut mit Melanin durchsetzt und dadurch optisch dichter.
Die Lippenhaut ist nicht behaart und verfügt auch nicht über Schweiß- und nur vereinzelt über Talgdrüsen. Somit besitzt sie auch nicht den für die übrige Körperhaut des Menschen üblichen Hydro-Lipid-Film, eine Schutzschicht aus Schweiß und Talg, der die Haut geschmeidig hält und Krankheitserreger abtötet. Die Lippenhaut trocknet deshalb schneller aus und wird leichter spröde.
Die Blutversorgung erfolgt über die Arteria labialis inferior (Unterlippe) und Arteria labialis superior (Oberlippe), die beide aus der Gesichtsarterie entspringen.

### Kompetente und inkompetente Lippen
Kieferorthopäden unterscheiden kompetente Lippen, die den Mund in entspanntem Zustand versiegeln, von inkompetenten Lippen, die im entspannten Zustand den Mund nicht oder nicht vollständig verschließen. Es wird vermutet, dass inkompetente Lippen negative Auswirkungen auf die Zahn- und Kiefergesundheit haben, da bei vielen Tätigkeiten – beispielsweise beim Kauen – überdurchschnittlich hohe Muskelanspannung nötig ist, um den Mund zu verschließen; einige speziellere Beispiele werden weiter unten beschrieben.

## Funktionen der Lippe

### Nahrungsaufnahme
Die Lippen sind durch ihre eigene Muskelgrundlage und angrenzende Muskeln des Gesichtes sehr beweglich und werden bei der Nahrungsaufnahme verwendet, um Speisen festzuhalten oder in den Mund hinein zu befördern. Zudem dienen die Lippen dazu, den Mund luftdicht zu verschließen und so Nahrung und Speichel im Inneren zu halten oder unerwünschte Objekte auszusperren. Durch Bilden eines schmalen Trichters mit den Lippen wird die Saugkraft des Mundes erhöht. Das ist unerlässlich bei der saugenden Nahrungsaufnahme – etwa beim Säugen – und bildet auch das Funktionsprinzip des Trinkhalms.
Eine inkompetente Unterlippe ist im Gegensatz zu einer kompetenten beim Kauen stets stark angespannt; einige Mediziner schließen, dass sich daraus negative Auswirkungen auf die Kaubewegung und damit auch auf die Kiefergesundheit ergeben könnten.
Lokale Betäubung zur Behandlung von Zähnen kann zeitverzögert vorübergehend zu Gefühllosigkeit und Funktionsschwäche der Lippen beim Ausspülen des Mundes mit Wasser führen.

### Tastorgan
Die Lippe weist viele Nervenenden auf und reagiert als Teil des Tastsinns sehr empfindlich auf Berührungen, Wärme und Kälte. Sie ist daher für Kleinkinder ein wichtiges Hilfsmittel zur Untersuchung unbekannter Gegenstände. Die Vielfältigkeit der vermittelten Sinneseindrücke zeigt sich auch beim Küssen.

### Lautbildung
Die Lippen dienen zur Bildung verschiedener Laute – hauptsächlich den labialen, bilabialen und labiodentalen Phonen – und bilden dadurch einen wichtigen Teil des Sprachapparates des Menschen. Auf der Lautbildung mit den Lippen baut das Lippenlesen auf, das Erkennen von gesprochener Sprache allein durch Beobachten der Lippenbewegungen des Sprechers. Darüber hinaus ermöglichen die Lippen das Pfeifen und das Spielen von Blasinstrumenten wie Trompete und Flöte.

### Mimik

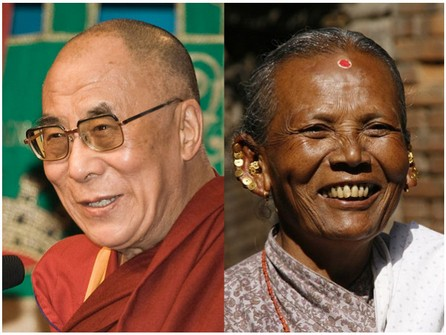
Lächeln

Beim mimischen Ausdruck von Gefühlen nehmen die Lippen als sichtbare Umrandung des Mundes eine herausragende Stellung ein. Die Abbildung eines Lippenpaares ohne Gesicht genügt in vielen Fällen, um den Gesichtsausdruck eines Menschen zu erraten: So sind etwa hochgezogene Mundwinkel meist ein Anzeichen für Freude, gerade oder herabgezogene Mundwinkel ein Anzeichen für Trauer. Diese Tatsache bildet die Grundlage einfacher Zeichnungen von Kleinkindern und Piktogrammen wie Smileys und Emoticons. Die ganze Bandbreite möglicher Gesichtsausdrücke allein durch die Lippenstellung wird deutlich in künstlerischen Formen wie Porträts und Comics und in psychologischen Untersuchungen von Emotionen und Körpersprache.

### Gestik
Mit den Lippen, dem Mund sind im Zusammenspiel mit Fingern, Händen auch zahlreiche Gesten ausdrückbar:
- Mit vertikal gehaltenem Zeigefinger und eventuell beigefügtem Mittelfinger, am eigenen Mund oder Mund des Gegenübers: Psst! Still sein, Schweigen.
- Mit denselben zwei schräg am Mund zusammengehaltenen Fingern und einer axialen Drehbewegung im Unterarm: Zigarette Rauchen. (Variation Zigarre: Etwas mehr geöffneter Mund und etwas geöffnete Finger.)
- Geschlossen gestreckte 4 Finger einer Hand vor ziemlich weit geöffnetem Mund: Gähnen, Fadesse.
- Unterlippe mit Zeige- oder Mittelfinger wiederholt runterklappen: Verspielt.
- Die Mundpartie, zumindest die Lippen mit gewölbter Hand verbergen: Scham, Verbergen von Gefühl.
- Darstellen von Zähneputzen, Lippen eincremen, Daumenlutschen, Erbrechen, Oralverkehr.
- Zeigen der Gefühle Angst oder Schüchternheit.
- Handkuss am Handrücken, "Abschiedskuss zuwerfen".
- Priester führen die große Hostie zu den Lippen.

### Erogene Zone
Die Lippen bilden aufgrund ihrer hohen Nervendichte eine erogene Zone.
Schöne Lippen können die sexuelle Attraktivität eines Menschen steigern. Ob Lippen schön sind, ist neben einer symmetrischen Form und einem gesunden Aussehen insbesondere davon abhängig, wie voll sie sind: Je voller die Lippen, desto schöner werden sie von vielen empfunden. Eine Lippe ist umso voller, je größer ihr vertikaler Durchmesser ist.

## Symbolische Bedeutung
Lippen werden oft als Symbol für Sinnlichkeit angesehen. Dies hat vielfältige Ursachen, unter anderem, dass sie als Tastorgane besonders empfindlich sind und sich angenehm weich anfühlen. Darüber hinaus sind sie ein Teil des Mundes und übernehmen so einige von dessen symbolischen Verbindungen (siehe z. B. orale Phase der Psychologie nach Sigmund Freud).

## Veränderungen der Lippen
- Eine der häufigsten Veränderungen der Lippen ist die Blaufärbung im Rahmen einer Zyanose: Das Blut enthält wenig Sauerstoff und hat dadurch eine dunkelrote bis blaue Farbe, die wiederum durch die dünne Haut hindurch scheint. Die Zyanose ist der Grund dafür, dass Leichname stets bläuliche Lippen haben. Bei Kälte kann eine Zyanose bereits bei leichter Unterkühlung auftreten, so dass insbesondere im Winter blasse oder bläuliche Lippen kein seltener Anblick sind.
- Lippen können (vorübergehend) anschwellen. Die Ursachen dafür sind vielfältig und reichen von Verletzungen über unerwünschte Nebenwirkungen von Medikamenten bis hin zu Fehlstellungen der Zähne.

### Erbliche Besonderheiten und Fehlbildungen
Die folgenden Merkmale kommen häufig vor oder sind besonders bekannt:
- Die Habsburger Unterlippe ist eine besonders stark ausgeprägte Unterlippe, die durch eine Überentwicklung des Unterkiefers hervorgerufen wird. Sie ist benannt nach dem österreichischen Fürstenhaus Habsburg, in dem dieses erbliche Merkmal verbreitet war.
- Alkoholembryopathie wird durch Alkoholismus der Mutter bei Embryonen ausgelöst. Typische Missbildungen sind ein schwach bis gar nicht ausgeprägtes Philtrum („wenig Relief“), eine noch dünnere Lippenhaut als gewöhnlich, retrahiertes Lippenrot und ein schwach ausgebildeter bis gar nicht vorhandener Amorbogen.
- Lippen-Kiefer-Gaumenspalte

### Krankheiten
Als Organ des Körpers kann auch die Lippe Krankheitsherd sein oder Symptome einer Krankheit aufweisen:
- Lippenherpes (genauer gesagt Herpes labialis, eine Unterform des Herpes simplex) ist eine Viruserkrankung, die sich in der Bildung von schmerzhaften Bläschen an den Lippen äußert.
- Karzinome (Krebsgeschwulste) an den Lippen werden vorwiegend durch Tabakkonsum und übermäßige Bestrahlung mit Sonnenlicht verursacht, ferner auch durch mangelhafte Mundhygiene, schlecht sitzende Zahnprothesen und Fehlbildungen der Zähne. Vor allem das Rauchen von Tabakspfeifen gilt aufgrund der besonderen Form des Paffens als Risikofaktor, aber auch Zigaretten und Kautabak können zu einer Erkrankung führen. Alkohol scheint die krebserregende Wirkung des Tabakkonsums zu steigern.
- Im eher feuchten Mundwinkel können sich Pilze oder Bakterien ansiedeln, die die Haut schmerzhaft verletzen.

### Verletzungen
Ungewollt oder gewollt treten häufig die folgenden Verletzungen der Lippen auf:
- Rhagaden sind Einrisse der Haut. Sie können auftreten, wenn die Haut der Lippen aufgrund von Trockenheit, Frost oder Krankheiten wie Neurodermitis weniger elastisch ist als gewöhnlich.
- Durch ihre Dünne ist die Haut der Lippen extrem empfindlich und wird bei Frost leicht spröde und rissig; um dem entgegenzuwirken, benutzen viele Menschen bei Kälte Hautcremes auf Fettbasis oder entsprechende Präparate (Lippenpflegestift, Lippenöl).
- Die Lippe ist durch die Dünne der Haut und die dahinterliegenden harten und scharfkantigen Zahnreihen auch sehr verletzungsempfindlich und blutet im Fall einer Schnitt- oder Platzwunde sehr stark.
- Manche Menschen kauen auf ihrer Ober- bzw. Unterlippe, wenn sie nervös oder angespannt sind. Sie verletzen sich dabei oft (bewusst oder unbewusst) an ihrer Mundschleimhaut.
- Um eine Verbrennung der Lippen an einer heißen Speise oder einem heißen Getränk zu vermeiden empfiehlt sich die Lippen so langsam zum Objekt zu führen, dass die Lippen vor einer Berührung die Wärmestrahlung oder aber aufsteigende warme Luft detektieren können. Heißes Flüssiges kann durch forsches Einsaugen von Luft über seiner Oberfläche mit dieser vermischt und damit weniger Wärme übertragend eingesaugt werden.
- Schon ausgekühlte speichel-feuchte Lippen können bei Kontakt mit tief kaltem gut leitfähigem Metall – etwa beim spielerischen Berühren eines Alu-Schistocks – anfrieren. Es besteht dann die Gefahr des Abreissens eines Stücks Haut.

### Plastische Chirurgie
- Lippenkorrekturen sind Schönheitsoperationen und sollen den Körper des Patienten verschönern. Meist wird hierbei Fett aus einer anderen Körperregion entnommen und zur Umformung der Lippen verwendet (Eigenfett-Aufpolsterung). Diese Behandlungsmethode des Lippenaufspritzens wird oftmals als Lippofilling bezeichnet.

### Schmuck und Kosmetik

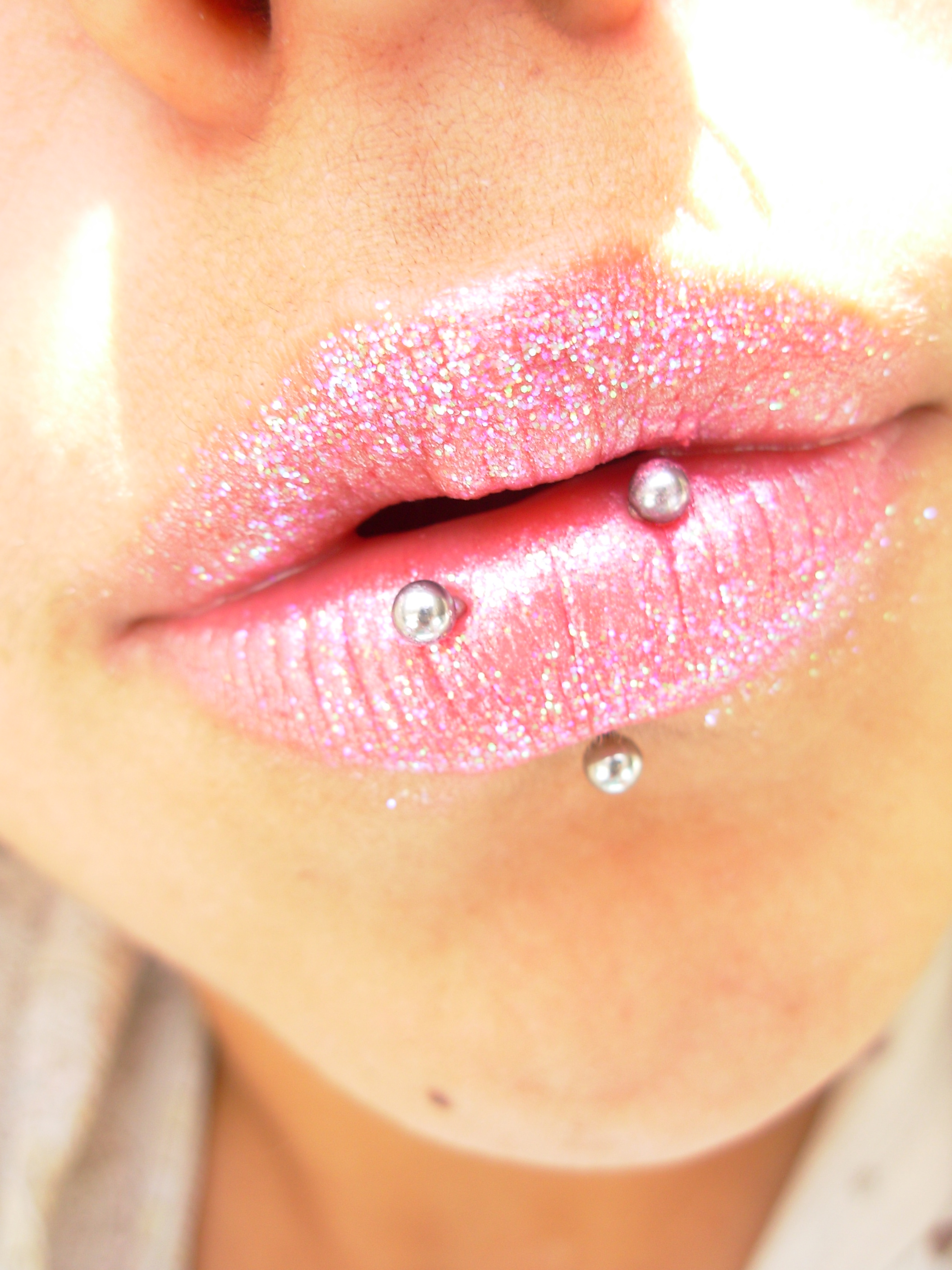
Verschiedene Lippenpiercings

- Das Färben der Lippen mit Lippenstift, Lippenlack oder Lippenpuder soll diese optisch hervorheben.
- Labret-Piercings sind Piercings, die durch die Lippe gestochen und dauerhaft als Schmuck getragen werden.

## Lippen im Tierreich

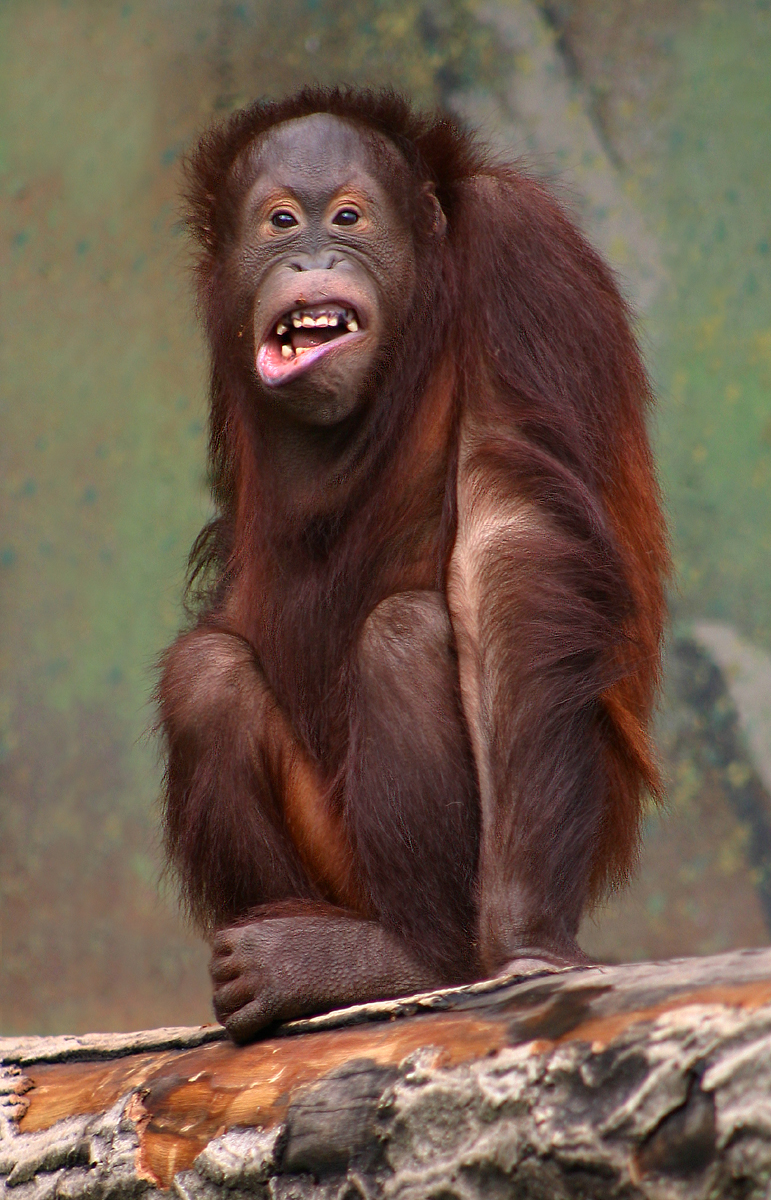
Auch die meisten anderen Säugetiere haben Lippen. Hier ein Orang-Utan (Pongo Pygmaeus)

Lippen sind ein typisches Merkmal der Säugetiere (mit Ausnahme der Ursäuger, die Schnäbel besitzen). Vermutlich sind die Lippen durch Evolution gerade bei dieser Klasse von Tieren entstanden, weil sie das Säugen – das gemeinsame Merkmal aller Säugetiere – unterstützen und vereinfachen.
Die Lippen erfüllen im Tierreich ganz ähnliche Aufgaben wie beim Menschen: Sie dienen hauptsächlich der Nahrungsaufnahme und als Tastorgan. Besonders bei Raubtieren unterstützen die Lippen die Mimik. Wenn beispielsweise Hunde die Lefzen (Lippen) nach oben ziehen und so die Zähne entblößen („Zähne blecken“), kann dies Teil einer Drohgebärde sein, die Rivalen abschrecken soll. Bei der Lauterzeugung spielen die Lippen hier aber meist eine untergeordnete Rolle.
Bei Pferden und Rindern sind in der Submukosa der Lippen, insbesondere im Bereich der Mundwinkel, Drüsen, die Lippendrüsen (Glandulae labiales), ausgebildet. Bei Raubtieren und Schafen trägt die Oberlippe eine Lippenkerbe, die sich als Philtrum auf den Nasenspiegel fortsetzt. Bei Katzen liegen zwischen Faszie und Unterlippenschleimhaut am Mundwinkel die tubuloazinären Glandulae molares.

## Historische Literatur
- Otto Neustätter: Ueber den Lippensaum beim Menschen, seinen Bau, seine Entwickelung und seine Bedeutung. In: Jenaische Zeitschrift für Naturwissenschaft. Band 29, 1894. OCLC 799040279 (Zugleich Dissertation Universität München 1895).